# Derek H. R. Barton
Sir Derek Harold Richard Barton FRS (* 8. September 1918 in Gravesend, Kent; † 16. März 1998 in College Station, Texas) war ein britischer Chemiker, deutlich praxisorientierter Wissenschaftler und Träger des Chemienobelpreises.

## Leben und Wirken
Derek Barton wurde am 8. September 1918 als Sohn von William Thomas Barton und seiner Ehefrau Maud Henriette in Gravesend, Verwaltungsbezirk Kent, geboren. Nach Absolvierung der allgemeinen bildenden Schule begann er ab 1938 ein Studium am Imperial College der University of London. Dieses Studium schloss er 1940 mit dem B.Sc.Hons (1. Klasse) ab und promovierte 1942 bei Ewart Jones zu einem Thema der organischen Chemie. Danach arbeitete er für zwei Jahre als Chemiker in einem Regierungsprogramm. Nach Abschluss dieser Arbeiten wechselte er 1944 zum Imperial College nach Birmingham, wo er für zwei Jahre als Lehrbeauftragter tätig war. Danach arbeitete er von 1946 bis 1949 als wissenschaftlicher Mitarbeiter im Imperial Chemical Industries (ICI). Von entscheidender Bedeutung für seinen weiteren beruflichen Entwicklungsweg war die 1949 beginnende Gastdozentur an der Harvard University (USA) in der Abteilung Naturstoffchemie. Hier lernte er den US-amerikanischen Wissenschaftler und Chemiker Robert B. Woodward (1917–1979) kennen. Beide verband ab diesem Zeitpunkt eine lebenslange wissenschaftliche Zusammenarbeit und enge Freundschaft. Damit begann seine bahnbrechende wissenschaftliche Arbeit über die Konformationsanalyse. In einer kurzen Ausarbeitung mit beweisführenden Experimenten unter dem Titel "Die Konformation des Steroidkerns" (1950) erregte Derek Barton sofort mit der Veröffentlichung die Aufmerksamkeit der wissenschaftlichen Welt, aber insbesondere der im Bereich der organischen Chemie tätigen Wissenschaftler. Die Bedeutung dieser Arbeit bestand darin, dass sie eine theoretische Grundlage auf dem Gebiet der Steroitstruktur und ihrer Synthese lieferte. Damit wurden zahlreiche Erkenntnisse, die in der ersten Hälfte des 20. Jahrhunderts zum chemischen und biologischen Verhalten von Steroiden entdeckt worden waren, mit einer klaren Lösung zusammengefasst.
Nach Ablauf der Gastdozentur kehrte Derek Barton 1950 nach London zurück und trat eine Stelle am Birkbeck College der Universität London an. Dort lehrte er organische Chemie und verfolgte seine Forschung über die Struktur und Synthese von Steroiden weiter. Bis Mitte der 50er Jahre gelang es ihm und Robert B. Woodward ihre Synthese von Lanosterol, einem Schlüsselintermediat in der Biosynthese von Steroiden, abzuschließen. 1953 wurde er Professor am Birkbeck College und wechselte 1955 als Regius Professor für Chemie an die University of Glasgow, Das war nur eine kurze Zwischenetappe, denn er kehrte 1957 als Professor an das Imperial College nach London zurück. Hier führte er eine Reihe von pädagogischen Innovationen ein um die Lehrtätigkeit mit mehr Praxisnähe auszustatten und qualitativ weiter zu verbessern. Das betraf vor allem die Durchführung von Seminaren zur gemeinsamen Problemlösung und Tutorien. Ihn und seinen Arbeitsstil zeichneten aus, dass er angetrieben von dem Anspruch ästhetischer Maßstäbe in der Wissenschaftsarbeit und der eigenen intellektuellen Neugierde wichtige Themen verfolgte. Und sich bei der Auswahl der Themen vor allem darauf konzentrierte, Nutzen zu stiften. Eine besondere Freude bereitete ihm immer wieder Probleme aufzuwerfen und gemeinsam nach Lösungen zu suchen. Dabei schätzte er es, bei ganz besonders schwierigen Problemstellungen, elegante und effiziente Lösungen zu finden. Wenn alle diese Ideale in einem Projekt zusammenfielen, wie bei seiner Arbeit über die Synthese von Aldosteron, ein natürliches Steroid das aus dem Cholesterin gebildet wird und das Gleichgewicht der Elektrolyte im Körper steuert, war er besonders glücklich.
Diese Zeit im Wirken von Derek Barton war auch von einer deutlichen Zunahme seiner Reisetätigkeit mit dem Ziel der Weitergabe seiner wissenschaftlichen Erkenntnisse geprägt. So war er Gastprofessor am Massachusetts Institute of Technology (1958), an Universitäten in Illinois und Wisconsin (1959), und in Berkeley (1960). Zusammen mit der Schering-Plough Corporation (USA) bearbeitete er an seinem Forschungsinstitut für Medizin und Chemie in Cambridge am Thema "Aldosteron". Dabei entdeckte er, was heute als Barton-Reaktion bekannt ist, einen photochemischen Prozess, der ein relativ einfache Methode zur Synthese von Aldosteron ermöglicht. Das war ein großer Erfolg seiner Forschungsarbeit. Daraus entwickelten sich fast 40 Jahre enge Praxisbeziehungen zwischen der medizinischen Forschung und der Industrie in Form der Schering-Plough Corporation. Diese Erfolgsbahn konnte weiter fortgeführt werden als Derek Barton auf dieser Grundlage seine Forschungsagenda in den Bereichen der Radikal-Chemie und der Photochemie erweiterte. Barton erhielt 1969 zusammen mit dem Norweger Odd Hassel (1897–1981) den Nobelpreis für Chemie „für ihre Arbeiten in der Entwicklung des Konformationsbegriffes und dessen Anwendung in der Chemie“. Einer der bekanntesten Schüler Derek Bartons ist Jack Baldwin (1938–2020), Entdecker der nach ihm benannten Baldwin-Regeln.
Obwohl schon kurz vor seiner offiziellen Pensionierung waren die Jahre ab 1975/1976 weiterhin von unermüdlichen Aktivitäten und produktiven Arbeitsergebnissen geprägt. Ein Jahr vor seiner Pensionierung am Imperial College der University of London wurde Derek Barton 1978 zum Forschungsdirektor des Instituts für Organische Chemie (ICSN) in Gif-Sur-Yvette (Frankreich) berufen. Diese Position hatte er bis 1985 inne. Immer weiter auf der ständigen Suche nach Nützlichem und Effektivem in der Wissenschaft widmete er die meiste Zeit und seine Energie der Entwicklung neuer synthetischer Methoden durch die Verwendung freier Radikale. Das war nicht nur eine Herausforderung, sondern er selbst betrachtete diese Themen als eine wahre Aufgabe für einen Chemiker seines Formates. Nach Erreichen des gesetzlichen Rentenalters (in Frankreich 1986) nahm er eine sehr angesehene Professur an der A & M University (TAM) in College Station/Texas (USA) an, die er auch bis zu seinem Tod innehatte. Obwohl Derek Barton in der Öffentlichkeit am meisten durch seine, mit dem Nobelpreis ausgezeichnete wissenschaftlichen Erkenntnisse zur Konformationsanalyse bekannt ist, leistete er darüber hinaus beträchtliche Beiträge zur Weiterentwicklung der organischen Chemie. Als kreativer Wissenschaftler reiste er viel, erfüllte Lehraufträge, nahm Gastprofessuren an und wirkte viele Jahre als Industrieberater. Der fortwährende Austausch von Wissen und die dringende Notwendigkeit ständiger kritischer Überprüfung seiner Erkenntnisse und Ideen waren für ihn nicht nur wichtige Axiome, sondern eigener Wertmaßstab als Wissenschaftler.
Nach ihm benannt wurden die Barton-Reaktion, die Barton-Arylierung und zusammen mit Stuart W. McCombie die Barton-McCombie-Desoxygenierung.
Am 16. März 1998 verstarb Sir Derek Barton in College Station in Texas (USA).

## Ehrungen und Mitgliedschaften
Im Jahr 1949 verlieh ihm die Royal Society of Chemistry die erstmals verliehene Corday-Morgan-Medaille. 1954 wurde er zum Mitglied (Fellow) der Royal Society gewählt und 1956 zum Mitglied der Royal Society of Edinburgh. 1957 erhielt er den Ernest Guenther Award, er erhielt die Lavoisier-Medaille und 1970 den Robert Robinson Award. 1960 wurde er in die American Academy of Arts and Sciences gewählt und 1966 in die Deutsche Akademie der Naturforscher Leopoldina, 1970 in die National Academy of Sciences und 1978 in die American Philosophical Society. Im Jahre 1972 wurde er geadelt und Mitglied der Ehrenlegion.
1977 ehrte ihn die britische Post wie andere britische Chemiker aus Anlass der Hundertjahrfeier des Royal Institute of Chemistry mit einer Briefmarke.
Die Royal Society of Chemistry verleiht ihm zu Ehren die Sir Derek H. Barton Gold Medal.